# Sjevernopapuanski kopneni-D'Entrecasteaux jezici
Sjevernopapuanski kopneni-D'Entrecasteaux jezici (privatni kod: npmd), jedna od skupina nuklearnih papuan tip jezika iz Papue Nove Gvineje. obuhvaća (34) jezika : 
a1) Anuki [anuk] (1): anuki;
a2) Are-Taupota [aret] (16):
a. Are [aree)] (7): are, arifama-miniafia, doga, gapapaiwa, ghayavi, kaninuwa, ubir;
b. Taupota [taup] (9): gweda, haigwai, maiwala, minaveha, taupota, tawala, wa'ema, wedau, yakaikeke;
a3) Bwaidoga [bwai] (7): bwaidoka, diodio, iamalele, koluwawa, maiadomu, molima;
a4) Dobu-Duau [dobd] (7): bunama, boselewa, dobu, duau, galeya, iduna, mwatebu, sewa bay;
a5) Gumawana [gumu)] (1): gumawana;
a6) Kakabai [kaka] (2): dawawa, kakabai.

## Vanjske poveznice
- Ethnologue (14th)
- Ethnologue (15th)